# Richard Henry Dana, Jr.

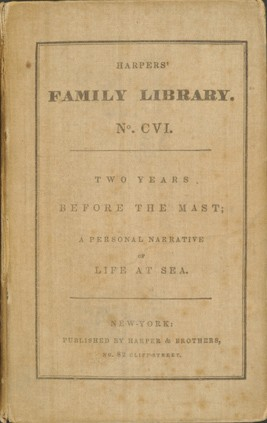
Dva roky pod stěžněm, první vydán z roku 1840.

Richard Henry Dana, Jr. (1. srpna 1815, Cambridge, Massachusetts – 6. ledna 1882, Řím, Itálie) byl americký právník, politik a spisovatel známý především díky svému cestopisu Two Years Before the Mast (1840, Dva roky pod stěžněm).

## Život

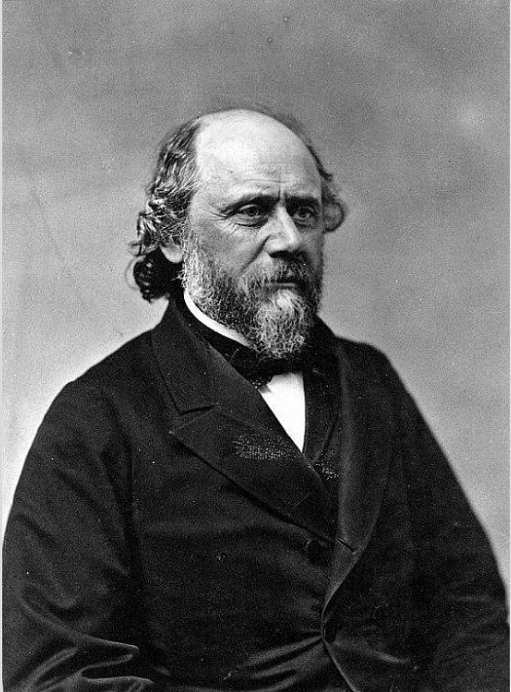
Richard Henry Dana, Jr. kolem roku 1868

Narodil se jako potomek staré koloniální rodiny, která se usídlila v Severní Americe již roku 1640. Jeho otcem byl americký romantický básník, literární kritik a právník Richard Henry Dana, Sr.. Od roku 1825 studoval na soukromé škole pod vedením Ralpha Walda Emersona a v červenci roku 1831 se zapsal ke studiu práv na Harvardově univerzitě. Onemocněl však spalničkami, což v jeho případě vedlo k zánětu očí, který mu oslabil zrak. Přerušil proto studia a rozhodl se pro ozdravný pobyt na moři. Jako prostý námořník se roku 1834 nalodil na plachetnici Poutník (Pilgrim) a podnikl plavbu z Bostonu kolem Jižní Ameriky do Kalifornie. Zde nějaký čas zpracovával kůže ve skladech v San Diegu a posléze se roku 1836 vrátil zpět do Massachusetts. Dokončil studia práv a na základě svých podrobných poznámek z plavby napsal poutavý a napínavý cestopis Two Years Before the Mast (1840, Dva roky pod stěžněm), který se stal klasickým dílem americké literatury.
Specializoval se na námořní právo, vystupoval proti týrání námořníků na obchodních lodích a zastupoval je u soudů. Jeho kniha The Seaman's Friend (1841, Námořníkův přítel) upevnila jeho postavení právního znalce v oblasti námořní problematiky. Stal se také předním abolicionistou, roku 1848 pomáhal založit politickou stranu Strana svobodné půdy, která se stavěla proti šíření otrokářství do nových teritorií, a zastupoval uprchlé černochy, kteří měli být podle Zákona o uprchlých otrocích (Fugitive Slave Act) vráceni na otrokářský Jih spojených států.
Roku 1859 navštívil Kubu a z této cesty vytěžil cestopis To Cuba and Back (Na Kubu a zpátky). Následně uskutečnil v letech 1859–1860 cestu kolem světa, kterou popsal ve svém díle Journal of a Voyage Round the World (Deník cesty kolem světa). Během Americké občanské války pracoval jako státní zástupce a v této funkci obhájil u Nejvyššího soudu zákonnost blokády přístavů Konfederace. Po skončení občanské války se vrátil k soukromé praxi a v letech 1867–1868 byl členem massachusettského parlamentu (Massachusetts General Court). Působil také jako poradce americké vlády, například v procesu s prezidentem Konfederace Jeffersonem Davisem.
Jeho poslední roky byly poznamenány vleklým procesem, ve kterém se bránil proti nařčení z plagiátorství, kterého se měl dopustit při přípravě osmého vydání knihy Henryho Wheatona Elements of International Law (Základy mezinárodního práva) tím, že údajně převzal poznámky z předcházejících vydání. To mohlo být i příčinou toho, že roku 1876 zablokoval Senát Spojených států amerických jeho jmenování velvyslancem ve Velké Británii. Roku 1878 odjel do Itálie, aby se zde věnoval přípravě svého pojednání o mezinárodním právu. Zde počátkem roku 1882 zemřel na chřipku. Pohřben byl na Protestantském hřbitově v Římě, kde jsou mimo jiných pochováni například John Keats nebo Percy Bysshe Shelley.

## Česká vydání
- Dva roky pod stěžněm, Albatros, Praha 1972, přeložil Ladislav Dvořák.